# Mémoire à film mince sur fil

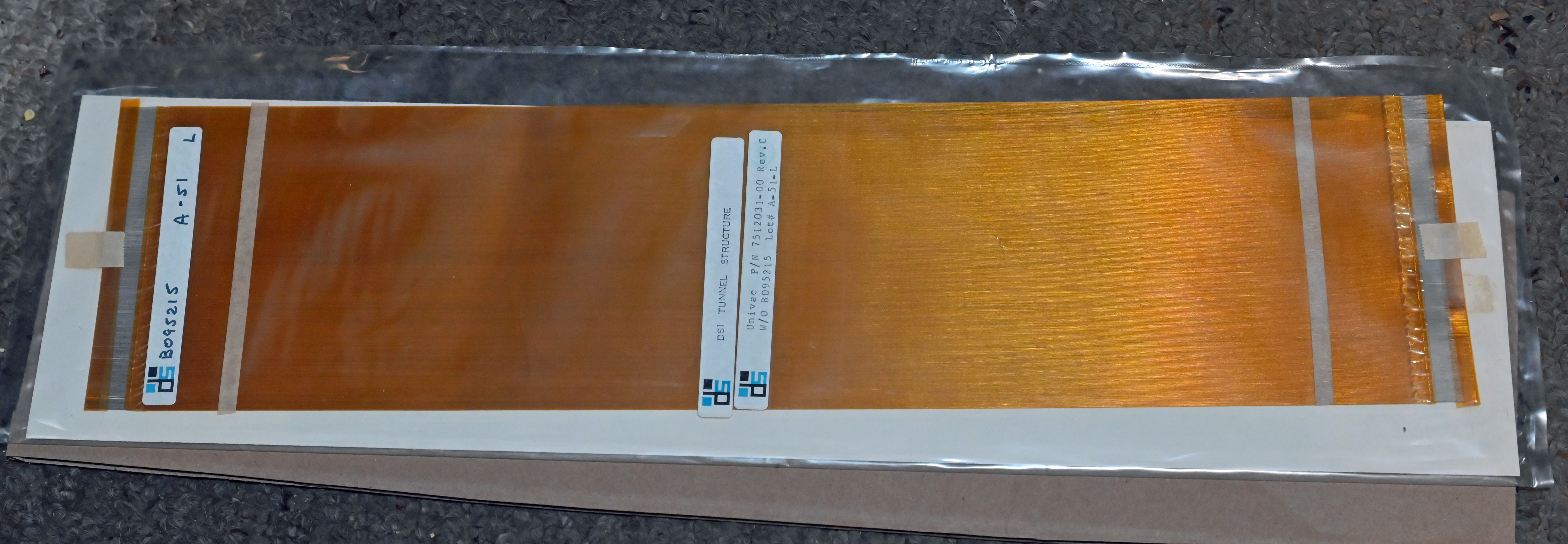
Mémoire à film mince sur fil utilisée dans les certains ordinateurs des séries UNIVAC 1100 et 9000.

La mémoire à film mince sur fil est une mémoire vive d'ordinateur développée en 1957 par les Laboratoires Bell. C'est une variante de la mémoire à tores magnétiques. Elle présentait l'avantage de pouvoir être produite par des machines, contrairement aux mémoires à tores magnétiques qui devaient être assemblées à la main.
Ses concepteurs espéraient qu'elle supplanterait la mémoire à tores magnétiques. Mais cette mémoire était très difficile et couteuse à réparer, ce qui l'a empêchée de devenir un concurrent sérieux pour la mémoire à tores magnétiques.

## Architecture et fonctionnement
Au lieu d'utiliser des tores de ferrite enfilés sur les fils métalliques de la mémoire, la mémoire à film mince sur fil utilisait une grille de fils métalliques sur lesquels étaient plaquées de minces couches d'un alliage de fer et de nickel appelé permalloy. Le champ magnétique normalement stocké dans les tores de ferrite y était plutôt stocké sur les plaquages de permalloy.
Les opérations de lecture et d'écriture des informations étaient semblables à ce qui se faisait sur les mémoires à tores magnétiques.

## Utilisation
La mémoire à film mince sur fil a été utilisée dans de nombreux systèmes, surtout dans le domaine aérospatial. Elle a été utilisée dans le UNIVAC 1110, dans la série d'ordinateurs UNIVAC 9000, dans le programme Viking qui a fait atterrir des sondes sur Mars, dans les sondes Voyager, dans un prototype du système de guidage des missiles Minuteman-III, dans les contrôleurs de l'engin principal de la navette spatiale américaine, dans le satellite-espion KH-9 Hexagon et dans le télescope Hubble.

## Source
- (en) Cet article est partiellement ou en totalité issu de l’article de Wikipédia en anglais intitulé « Plated wire memory » (voir la liste des auteurs).